# علیا الحسین

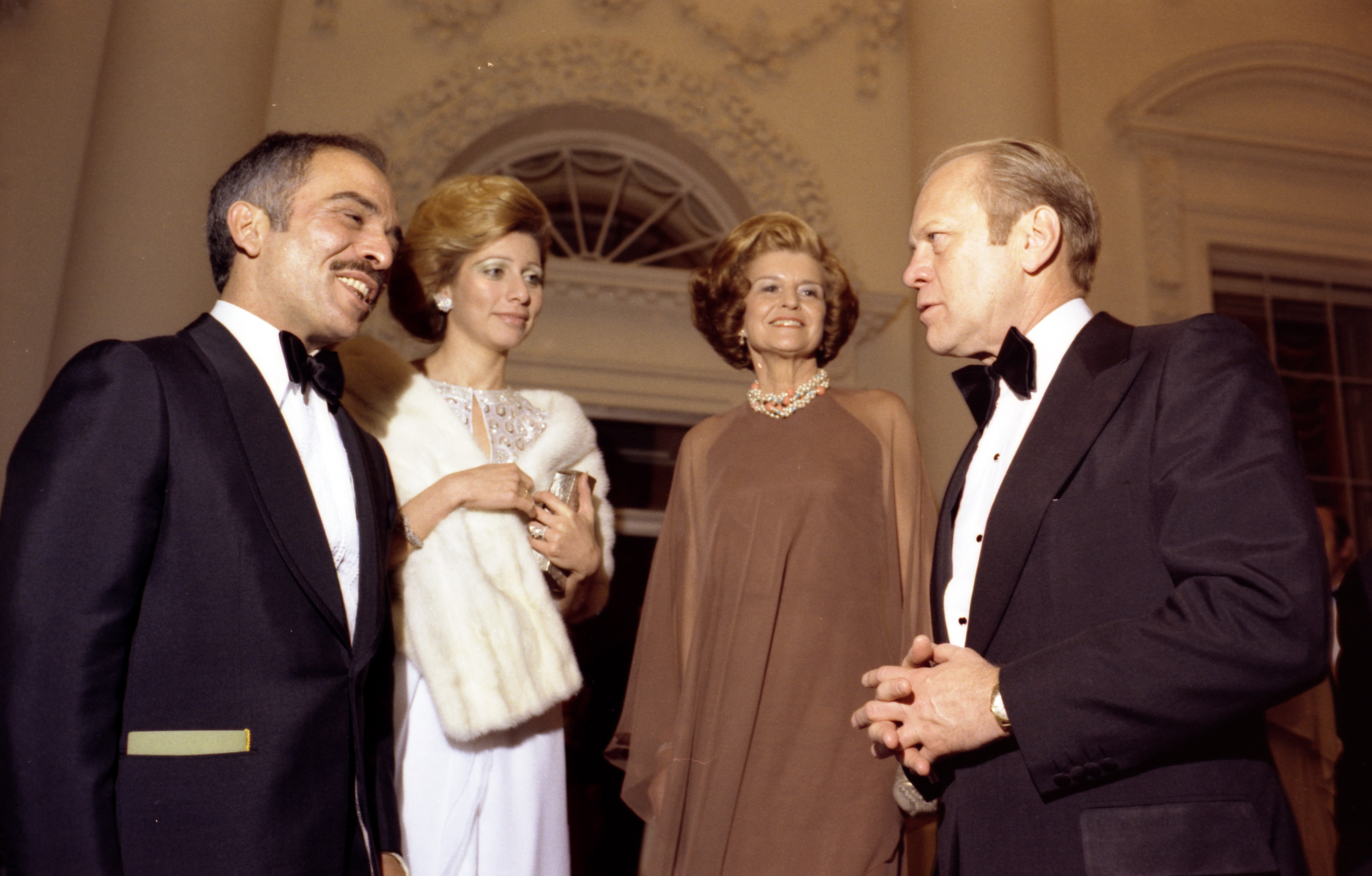
ملکه علیا (چپ) به همراه شوهرش در شامل ضیافتی به همراه بتی فورد و جرالد فورد در ۳۰ مارس ۱۹۷۶

علیا بهاء الدین طوقان (عربی: علياء بھاء الدين طوقان زاده ۲۵ دسامبر ۱۹۴۸ – درگذشته ۹ فوریه ۱۹۷۷)، ملکه همسر اردن و سومین همسر ملک حسین از زمان ازدواج در سال ۱۹۷۲ تا زمان مرگش در سال ۱۹۷۷ بر اثر سقوط هلیکوپتر بود. فرودگاه بین‌المللی ملکه علیا به یاد او نامگذاری شده است.
پدر وی، بهاءالدین طوقان سفیر سابق اردن در کشورهای بریتانیا، ایتالیا، ترکیه و مصر بود. مادر وی نیز حنان هاشم نام داشت. وی در شهر قاهره، مصر به دنیا آمد. او در مرکز رم هنرهای لیبرال دانشگاه لویولا شیکاگو تحصیل نمود و در روز ۹ فوریه ۱۹۷۷ در اثر سقوط هلیکوپترش در امان پایتخت اردن کشته شد.